# Brezje pri Podplatu
Brezje pri Podplatu je naselje v Občini Rogaška Slatina.